# Roma Downey
Roma Downey (Derry, 1960. május 6. –) északír színésznő, énekes, televíziós producer.
Legismertebb főszerepe Monica az Angyali érintés című tévésorozatban.

## Fiatalkora
Roma Downey Derry katolikus környezetében nevelkedett. Középiskolába a Thornhill College-ba járt. Kezdetben festő akart lenni, ezért elvégezte a Brighton College of Art főiskolát Angliában. Később érdeklődése a színészet felé fordult, klasszikus képzést kapott a Drama Studio London-ban, ahol Shakespeare, Shaw és Csehov darabokban játszott.

## Karrier
Csatlakozott az Abbey Players-hez Dublinban, és turnézott az Egyesült Államokban a The Playboy of the Western World című produkcióval. Amikor az előadás a Brodway-re került, az jelölést hozott neki a Helen Hayes-„legjobb színésznő díj”-ra 1991-ben. Roma Downey főszerepet játszott a Broadway-n a The Circle című előadásban Sir Rex Harrisonnal, valamint a Roundabout színházban és a Public Theater-ben New Yorkban.
Növekvő népszerűsége hatására megkapta Jacqueline Kennedy Onassis szerepét az 1991-es amerikai, hatórás, tévés mini-sorozatban, az A Woman Named Jackie („A nő, akit Jackie-nek hívtak”)-ban, amiért abban az évben Emmy-díjat kapott. Ez után következett eddigi leghíresebb szerepe, az „angyal” Monica eljátszása a CBS sikersorozatában, az Angyali érintésben, ami 1994-től 2003-ig ment folyamatosan. A sorozatban Monica szintén angyal főnöknője Della Reese volt. Szerepéért az Angyali érintésben Emmy- és Golden Globe-díjakra jelölték. Megkapta a TV Guide-díjat a „kedvenc színésznő” kategóriában.
Ezután több tévéfilmben főszerepet játszott, és ezeknek producere is volt, ezek többek között a Borrowed Hearts („Angyali üzlet”) és Second Honeymoon voltak. Felvett egy beszélgetős hanglemezt Healing Angel címmel, írt egy gyermekeknek szóló könyvet, aminek a címe Love Is A Family. Ő volt a házigazdája az „It's a Miracle” (a.m. „ez egy csoda”) tévéműsornak a Pax Network-ön.
Főszerepet játszott az A Picasso című darabban a Geffen Theatre színházban (Los Angeles). Házigazda volt a Saturday Night Live-ban. A People magazin megválasztotta „a leggyönyörűbb ember” kategóriában. John Schneider mellett főszerepet játszik a "Come Dance at My Wedding" című filmben.
2009. április 18-án Downey és férje, Mark Burnett tiszteletbeli jogi doktor címet kapott a Pepperdine egyetem Graziadio School of Business and Management ceremóniáján.
Roma Downey elvégezte a Santa Monica-i egyetem Masters in Spiritual Psychology képzését (spirituális pszichológia szak).
2011. május 24-én Roma Downey és Mark Burnett bejelentették, hogy egy tízórás dramatizált dokumentumfilmet készítenek a History Channel Network számára, aminek a történetei a Biblián alapulnak. A sorozat valamikor 2013-ban kerül adásba. THE BIBLE A sorozatot a History Channel számára a Lightworkers Media Archiválva 2014. február 23-i dátummal a Wayback Machine-ben és a Hearst Entertainment & Syndication készíti.
Roma Downey Marion Ross színésznővel együtt játszik a „Keeping up with the Randalls” című tévéfilmben, ami első alkalommal a Hallmark Channelen látható 2011. július 16-án. .

## Magánélete
Roma Downey három alkalommal házasodott meg. Első házasságát Leland Orser színésszel kötötte, akivel titokban kelt egybe 1987-ben Rómában. 1989-ben váltak el. 1995-ben hozzáment David Anspaugh amerikai rendezőhöz. Lánya, Reilly Marie Anspaugh 1996-ban született. 1998-ban közös megegyezéssel elváltak.
2007-től Mark Burnett televíziós producer/vállalkozó a férje. Burnett 2006-ban, Hálaadás napján kérte meg a kezét, mialatt vakáción voltak Zihuatanejóban (Mexikó). Burnettnek két fia van, James (1993) és Cameron (1997).
2007. április 28-án házasodtak össze Malibu-i otthonukban (Kalifornia), ahol korábban szomszédok voltak. A szertartást az akkor 75 éves Della Reese vezette, aki felszentelt pap. (Della Reese az Angyali érintésben a főnökét játszotta).
Roma Downey az „Operation Smile” („mosoly hadművelet”) nevű önkéntes, nonprofit szervezet szóvivője. A szervezet olyan gyermekek plasztikai műtétjét segíti, akik súlyos farkastorokkal születtek.

## Zenei karrier
1999-ben Roma Downey leszerződött az RCA Victor Records-szal, akik kiadták Healing Angel („gyógyító angyal”) című CD-jét, ami 1999. szeptember 14-én jelent meg.

### Diszkográfia
| Év   | Adatok                     | Csúcshelyezés    | Igazolt eladás             |
| Év   | Adatok                     | US New Age lista | Igazolt eladás             |
| ---- | -------------------------- | ---------------- | -------------------------- |
| 1999 | Healing Angel - Kiadó: RCA | 5                | - USA eladás: 42 901 darab |

## Filmográfia

### Film
| Év   | Cím           | Szerep | Megjegyzések |
| ---- | ------------- | ------ | ------------ |
| 1995 | The Last Word | Roxy   |              |
| 2004 | Funky Monkey  | Megan  |              |

### Televízió
| Év         | Cím                                | Szerep                     | Megjegyzések                                                                     |
| ---------- | ---------------------------------- | -------------------------- | -------------------------------------------------------------------------------- |
| 1988       | One Life to Live                   | Lady Johanna Leighton      |                                                                                  |
| 1991       | The 100 Lives of Black Jack Savage | Danielle St. Clair         | TV-film                                                                          |
| 1991       | A Woman Named Jackie               | Jacqueline Kennedy Onassis | minisorozat                                                                      |
| 1992       | Getting Up and Going Home          | Kimberly Stevens           | TV-film                                                                          |
| 1992       | Devlin                             | Eileen                     | TV-film                                                                          |
| 1994       | Diagnosis Murder                   | Heather Winslow            | Reunion with Murder epizódban                                                    |
| 1994       | Hercules and the Amazon Women      | Hippolyta                  | TV-film                                                                          |
| 1994–2003  | Angyali érintés                    | Monica                     | 212 epizód                                                                       |
| 1995       | A Child is Missing                 | Samantha Hallihan          | TV-film                                                                          |
| 1996, 1998 | Promised Land                      | Monica                     | Homecoming, és Vengeance Is Mine epizódok Monica az Angyali érintésbeli karakter |
| 1997       | Angyali üzlet / Borrowed Hearts    | Kathleen Russell           | TV-film                                                                          |
| 1998       | Saturday Night Live                | házigazda                  | 23. évad, Roma Downey/Missy 'Misdemeanor' Elliott epizód                         |
| 1998       | Monday After the Miracle           | Anne Sullivan              | TV-film                                                                          |
| 1999       | A Secret Life                      | Cassie Whitman             | TV-film                                                                          |
| 1999       | The Test of Love                   | Cassie Whitman             | TV-film                                                                          |
| 2001       | Second Honeymoon                   | Maggie                     | TV-film                                                                          |
| 2001       | Sons of Mistletoe                  | Helen Radke                | TV-film                                                                          |
| 2004       | The Survivors Club                 | Jillian Hayes              | TV-film                                                                          |
| 2004       | The Division                       | Reagan Gilancy             | The Kids Are Alright Now I Lay Me Down to Sleep Acts of Desperation epizódok     |
| 2009       | Come Dance at My Wedding           | Laura Williams             | TV-film                                                                          |

## Díjak és jelölések
Emmy-díj
- 1997: jelölt, legjobb női főszereplő (drámasorozat) — Angyali érintés
- 1998: jelölt, legjobb női főszereplő (drámasorozat) — Angyali érintés

Gemini-díj
- 1998: jelölt, legjobb tévéfilm vagy minisorozat — Borrowed Hearts (megosztva a többi főszereplővel)

Golden Globe-díj
- 1998: jelölt, legjobb női főszereplő (drámasorozat) — Angyali érintés
- 1999: jelölt, legjobb női főszereplő (drámasorozat) — Angyali érintés

TV Guide-díj
- 1999: elnyerte, legkedveltebb drámai színésznő — Angyali érintés
- 2000: jelölt, legkedveltebb  drámai színésznő — Angyali érintés

## Fordítás
Ez a szócikk részben vagy egészben  a   Roma Downey című angol Wikipédia-szócikk fordításán alapul.  Az eredeti cikk szerkesztőit annak laptörténete sorolja fel. Ez a jelzés csupán a megfogalmazás eredetét és a szerzői jogokat jelzi, nem szolgál a cikkben szereplő információk forrásmegjelöléseként.